# Neornithes
A subclasse Neornithes ou aves modernas é um clado constituído por todas as aves que vivem na época recente e atual, e que inclui mais de 10 milhares de espécies. As aves modernas apresentam notáveis características que as diferenciam do resto dos vertebrados, sendo talvez a mais notória que a sua pele está na sua maioria coberta de penas, e que as extremidades anteriores estão transformadas em asas. Outras características que distinguem as aves são a presença de um bico sem dentes, um coração com quatro câmaras, um metabolismo alto e ossos ocos (que favorecem o voo).